# Mattias Nordkvist
Karl Mattias Nordkvist (født 31. januar 1978 i Stigtomta) er en svensk musiker, skuespiller og instruktør.

## Udvalgt filmografi
- Puls på Sverige (tv-serie, 2009)
- Happy End (2011)
- Molanders (tv-serie, 2013)
- Savnet (tv-serie, 2017)
- The Wife (2017)
- Familien Löwander (tv-serie, 2017-2019)
- Sommeren 85 (tv-serie, 2020)
- White Wall (tv-serie, 2020)
- Maskineriet (tv-serie, 2020-2022)
- Sneengle (tv-serie, 2021)
- Dancing Queens (2021)
- Zebrarummet (tv-serie, 2021)
- Vi i villa (tv-serie, 2022)
- Dag & nat (tv-serie, 2022)
- Hammarskjöld (2023)